# Bitwa pod Ostrożanami
Bitwa pod Ostrożanami – bój pomiędzy polskim III batalionem 5 pułku piechoty Legionów a bolszewicką 81 Brygadą Strzelców, stoczony 20 sierpnia 1920 roku w rejonie Ostrożan pod Drohiczynem, podczas Bitwy Warszawskiej.
Dzięki uzyskaniu efektu zaskoczenia polski batalion zadał przeciwnikowi znaczne straty i uniemożliwił 81 BS wzięcie udziału w bitwie białostockiej.

## Preludium
16 sierpnia 1920 roku oddziały Frontu Środkowego pod osobistym dowództwem Naczelnego Wodza Józefa Piłsudskiego rozpoczęły znad Wieprza kontruderzenie na odsłoniętą flankę bolszewickiego Frontu Zachodniego. Polska kontrofensywa szybko uzyskała całkowite powodzenie. W ciągu dwóch dni rozbito południowe skrzydło nacierającej na przedmoście warszawskie 16 Armii Nikołaja Sołłohuba oraz przecięto jej najważniejsze linie komunikacyjne. Już 18 sierpnia Naczelny Wódz nakazał wojskom Frontu Środkowego przejść do działań pościgowych, odciąć bolszewikom drogi odwrotu oraz uniemożliwić im ustabilizowanie frontu w oparciu o linię Bugu.
W składzie tzw. Armii Pościgowej dowodzonej przez gen. Edwarda Śmigłego-Rydza znalazła się m.in. 1 Dywizja Piechoty Legionów. Miała ona przeprowadzić uderzenie wzdłuż osi: Międzyrzec Podlaski–Łosice–Drohiczyn. W nocy z 18 na 19 sierpnia po zaciętej walce zdobyła przeprawę na Bugu w Drohiczynie, przecinając główną drogę odwrotu bolszewickiej 16 Armii oraz zadając ciężkie straty jej 8 i 17 Dywizjom Strzelców. Następnie, ubezpieczana przez 3 DP Leg, rozpoczęła natarcie w kierunku Białej Podlaskiej i Białegostoku.

## Przebieg bitwy
Wieczorem 19 sierpnia we wsi Łopusze zatrzymał się na nocleg III batalion 5 pułku piechoty Legionów. Niedługo później dowódca batalionu por. Władysław Muzyka otrzymał rozkaz uderzenia na Ostrożany, w których – jak donosił polski zwiad – zatrzymały się znaczne siły przeciwnika.
Batalion wyruszył z Łopuszy o północy. Porucznik Muzyka postanowił podzielić swoje siły na dwie kolumny. 9. kompanię pod dowództwem ppor. Zdzisława Zajączkowskiego skierował do Smorczewa z zadaniem obejścia Ostrożan od zachodu. Pod swoim osobistym dowództwem pozostawił natomiast główne siły batalionu, tj. 10., 11., 12. kompanie piechoty oraz kompanię ckm. Miały one przeprowadzić frontalne natarcie na Ostrożany od południowego zachodu.
W rejonie Ostrożan znajdowała się w tym czasie 81 Brygada Strzelców, wchodząca w skład 27 Dywizji Strzelców Witowta Putny – jednostki uznawanej w Armii Czerwonej za elitarną. Nieprzyjaciel nie wystawił ubezpieczeń, dzięki czemu żołnierze Muzyki pod osłoną ciemności bez przeszkód wkroczyli do wsi. Śpiący w chatach bolszewicy mimo zaskoczenia stawili jednak twardy opór. Doszło do walki wręcz. Ostatecznie czerwonoarmiści zostali wyparci ze wsi, tracąc około 50 zabitych, wśród których znalazł się dowódca pułku. Polacy wzięli około 120 jeńców, a także zdobyli osiem karabinów maszynowych, motocykl oraz wiele wozów taborowych z amunicją, materiałami sanitarnymi i sprzętem łączności. Polskie straty ograniczyły się do kilku zabitych.
Mniej więcej w tym samym czasie kompania ppor. Zajączkowskiego podeszła pod Smorczewo, w którym jak się okazało stacjonował sztab 81 BS wraz z oddziałem ochrony. Również i tu Polakom udało się uzyskać efekt zaskoczenia. Silnym uderzeniem zdobyto wieś, zabito około trzydziestu czerwonoarmistów, a kolejnych stu wzięto do niewoli. Wśród jeńców znalazł się dowódca 81 BS wraz ze swoimi sztabowcami. Polacy zdobyli także liczne wozy taborowe oraz dokumenty sztabowe. Po zakończeniu walki 9. kompania wraz ze zdobyczą przeszła do Ostrożan.
Pierwszy kontratak bolszewicy przeprowadzili wkrótce po ucieczce z Ostrożan. Drugi nastąpił rankiem 20 sierpnia, przeprowadzono go głównymi siłami 81 BS. Czerwonoarmiści zostali odparci po zaciętej walce. W trakcie starcia dużą rolę odegrały dwie baterie 1 pułku artylerii polowej Legionów. W walce wyróżnił się także st. sierż. Roczniak z 11. kompanii, który na czele plutonu odwodowego zainicjował brawurowe przeciwuderzenie, do którego poderwała się cała polska linia.
Bolszewicy, którzy usiłowali wywalczyć sobie drogę odwrotu na wschód, przystąpili około południa do kolejnego kontrataku. Zostali jednak odparci, ponosząc ciężkie straty. Pojawienie się w Ostrożanach I batalionu 5 pp Leg. zmusiło ich ostatecznie do przerwania walki.

## Bilans
W trakcie wielogodzinnego boju 81 BS straciła około 120 zabitych i wielu rannych. Polacy wzięli także około 300 jeńców.
III batalion 5 pp Leg. okupił swój sukces utratą siedmiu zabitych i dwudziestu rannych.
Bitwa pod Ostrożanami miała duże znaczenie taktyczne. 81 BS została związana walką i oderwała się od głównych sił 27 Dywizji Strzelców, w efekcie czego ta ostatnia przystąpiła do bitwy białostockiej znacznie osłabiona.